# 이응순
이응순(李應順, 1565년 - ?)은 조선시대 중기의 문신이며, 임진왜란 때 선조를 호종한 공로로 호성공신 3등관에 녹훈되었다. 본관은 원주(原州)이고 자는 선수(善受)이다. 형제 공신인 이응인(李應寅)의 형이다. 병자호란과 정묘호란 때의 호종공신 1등관인 왕족 파흥군 이응순과는 동명이인이다. 생전에 익흥군(益興君)에 봉군되었고, 사후에 부원군에 추봉되어 익흥부원군(益興府院君)이 되었다. 강원도 출신.

## 생애
익흥군 이응순은 1565년 강원도 원주에서 통정대부(通政大夫) 행첨지중추부사(行僉知中樞府事)와 가선대부(嘉善大夫) 행부호군(行副護軍)을 지낸 이욱(李旭)의 아들로 태어났다. 함께 임진왜란 당시 공을 세운 이응인은 2년 터울의 동생이었다.
1589년(선조 22년) 증광 무과에 병과로 급제하였다.
두 형제가 선전관으로 선조 임금을 보필하던 중 임진왜란이 일어났다. 1592년 임진왜란이 터지고 선조가 몽양갈 때 형 이응인과 함께 선조를 호종하였다. 어가가 위주로 몽진할 때 안주 청천강이 홍수로 범람하여 도강하기가 매우 어려웠다.
이 홍수 속에서 형은 임금을 업고 동생은 뒤를 받치며 무시히 청천강을 건넜다. 이 무렵 이응인은 왜병과 싸우다가 왜병의 칼에 귀가 잘리고 어깨에 심한 부상을 당했다. 유혈이 낭자하니 선조가 어의(御依)의 소패폭을 뜯어 상처를 싸매주면서 “경들의 충정이 이와 같은진대 불천지위(不遷之位:공훈이 큰 이로써 영구히 사당에 모시도록 나라에서 허락한 神位)의 영예를 허락하노라” 하였다. 정유재란이 종결되자 호성공신 3등관에 책록되고 익흥군(益興君)에 봉해졌으며, 내금위장(內禁衛將), 오위도총부 도총관, 훈련원도정(訓鍊院都正) 등을 거쳐 자헌대부 지중추부사에 이르렀다.

### 사후
사후 충근정량호성공신(忠謹貞亮扈聖功臣) 3등관으로 증 대광보국숭록대부 의정부좌의정(大匡輔國崇祿大夫 議政府左議政) 겸 영경연사(領經筵事)에 추증되고 부원군에 추봉되어 익흥부원군(益興府院君)이 되었다. 묘소는 강원도 원성군 판부면 내남송(현 원주시 판부면)에 안장되었다.

## 가족 관계
- 아버지 : 이욱(李旭)
  - 형 : 이응남(李應男, 1560년 ~ )
  - 동생 : 이응인(李應寅[3][4], 1567년 ~ ?)
  - 동생 : 이응복(李應福)
- 부인 : 본관 미상
  - 아들 : 이신건(李信健[5], 1595년 ~ ?)
  - 아들 : 이인건(李仁建)
  - 아들 : 이의건(李儀建)

## 기타
동생인 이응인 역시 1592년 무과에 등제하였다.

## 같이 보기
- 호성공신
- 임진왜란
- 선무공신
- 이응인
- 이응순 : 병자호란, 정묘호란 때의 공신인 동명이인의 전주 이씨 왕족 이응순